# Есківа Ібелін
Есківа Ібелін ( 1160 —  1196/1197) — королева-консорт Кіпру у період з 1194 до 1196 року.

## Біографія

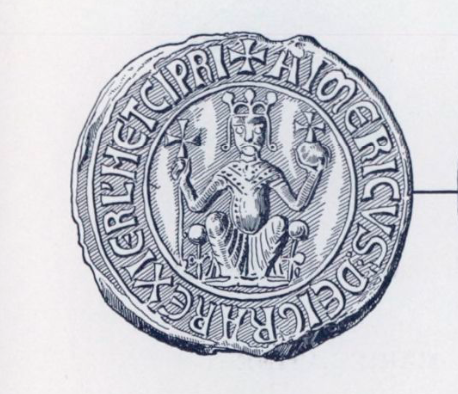
Монета викарбована під час правління короля Кіпру Аморі.

Есківа Ібелін народилася в 1160 році в родині володаря Рамли Болдуїна д'Ібелін і Ріхільди де Бетсан. Вона була членом впливової родини Ібелінів.
Вона була одружена з Аморі, королем Кіпру (1194—1205) та Єрусалиму (1197—1205).
Дата смерті королеви точно невідома, але у документах того часу згадується про те, що в 1197 році її чоловік вже був вдівцем. Це допомагає встановити приблизний рік її смерті.

## Діти
- Бургона (1180 - 1210), дружина Вальтера Монбельярського, який був регентом її молодшого брата Гуго I Кіпрського з 1205 по 1210 рік.
- Гай, (1197—1205)
- Жан 1197—1205)
- Гуго I, король Кіпру (1205–1218)
- Елоіза (1190—1219), одружилася з Раймундом-Рубеном з Антіохії
- Аліса (1197—1205)

Через шлюб Есківи та Аморі, а саме їхнього сина Гуго, кілька королівських європейських сімей походять від Ібелінів. Від їхньої родички принцеси Анни Савойської походять герцоги Савойські, герцоги Монако, курфюрсти Баварії, Фарнезе Пармські та останні королі династії Валуа.